# Fratoștița, Dolj
Fratoștița este un sat ce aparține orașului Filiași din județul Dolj, Oltenia, România.

## Personalități
- Nicolae Șchiopu (1933 - 2002), general de brigadă